# Grand Prix automobile du Brésil 1982
Résultats du Grand Prix du Brésil de Formule 1 1982 qui a eu lieu sur le circuit de Jacarepagua à Rio de Janeiro le 21 mars 1982.

## Classement
| Pos. | No | Pilote             | Écurie          | Tours | Temps/Abandon                      | Grille | Points |
| ---- | -- | ------------------ | --------------- | ----- | ---------------------------------- | ------ | ------ |
| Dsq. | 1  | Nelson Piquet      | Brabham-Ford    | 63    | Disqualifié                        | 7      |        |
| Dsq. | 6  | Keke Rosberg       | Williams-Ford   | 63    | Disqualifié                        | 3      |        |
| 1    | 15 | Alain Prost        | Renault         | 63    | 1 h 44 min 33 s 134 (181,892 km/h) | 1      | 9      |
| 2    | 7  | John Watson        | McLaren-Ford    | 63    | + 2 s 990                          | 12     | 6      |
| 3    | 12 | Nigel Mansell      | Lotus-Ford      | 63    | + 36 s 859                         | 14     | 4      |
| 4    | 3  | Michele Alboreto   | Tyrrell-Ford    | 63    | + 50 s 761                         | 13     | 3      |
| 5    | 9  | Manfred Winkelhock | ATS-Ford        | 62    | + 1 tour                           | 15     | 2      |
| 6    | 28 | Didier Pironi      | Ferrari         | 62    | + 1 tour                           | 8      | 1      |
| 7    | 4  | Slim Borgudd       | Tyrrell-Ford    | 61    | + 2 tours                          | 21     |        |
| 8    | 17 | Jochen Mass        | March-Ford      | 61    | + 2 tours                          | 22     |        |
| 9    | 31 | Jean-Pierre Jarier | Osella-Ford     | 60    | + 3 tours                          | 23     |        |
| 10   | 30 | Mauro Baldi        | Arrows-Ford     | 57    | + 6 tours                          | 19     |        |
| Abd. | 10 | Eliseo Salazar     | ATS-Ford        | 38    | Moteur                             | 18     |        |
| Abd. | 20 | Chico Serra        | Fittipaldi-Ford | 36    | Accident                           | 25     |        |
| Abd. | 2  | Riccardo Patrese   | Brabham-Ford    | 34    | Problème physique                  | 9      |        |
| Abd. | 27 | Gilles Villeneuve  | Ferrari         | 29    | Sortie de piste                    | 2      |        |
| Abd. | 8  | Niki Lauda         | McLaren-Ford    | 22    | Collision                          | 5      |        |
| Abd. | 16 | René Arnoux        | Renault         | 21    | Collision                          | 4      |        |
| Abd. | 5  | Carlos Reutemann   | Williams-Ford   | 21    | Collision                          | 6      |        |
| Abd. | 11 | Elio De Angelis    | Lotus-Ford      | 21    | Collision                          | 11     |        |
| Abd. | 25 | Eddie Cheever      | Ligier-Matra    | 19    | Fuite d'eau                        | 26     |        |
| Abd. | 23 | Bruno Giacomelli   | Alfa Romeo      | 16    | Moteur                             | 16     |        |
| Abd. | 26 | Jacques Laffite    | Ligier-Matra    | 15    | Tenue de route                     | 24     |        |
| Abd. | 22 | Andrea De Cesaris  | Alfa Romeo      | 14    | Châssis                            | 10     |        |
| Abd. | 33 | Derek Daly         | Theodore-Ford   | 12    | Crevaison                          | 20     |        |
| Abd. | 18 | Raul Boesel        | March-Ford      | 11    | Crevaison                          | 17     |        |
| Nq.  | 36 | Teo Fabi           | Toleman-Hart    |       | Non qualifié                       |        |        |
| Nq.  | 14 | Roberto Guerrero   | Ensign-Ford     |       | Non qualifié                       |        |        |
| Nq.  | 29 | Brian Henton       | Arrows-Ford     |       | Non qualifié                       |        |        |
| Nq.  | 35 | Derek Warwick      | Toleman-Hart    |       | Non qualifié                       |        |        |
| Npq. | 32 | Riccardo Paletti   | Osella-Ford     |       | Non préqualifié                    |        |        |

## Pole position et record du tour
- Pole position : Alain Prost en 1 min 28 s 808 (vitesse moyenne : 203,941 km/h).
- Meilleur tour en course : Alain Prost en 1 min 37 s 016 au 36e tour (vitesse moyenne : 186,687 km/h).
- Nelson Piquet a couvert le 4e tour en 1 min 36 s 582 (vitesse moyenne : 187,526 km/h), record annulé après disqualification du pilote.

## Tours en tête
- Gilles Villeneuve : 29 (1-29)
- Nelson Piquet : 34 (30-63)

## À noter
- 5e victoire pour Alain Prost.
- 9e victoire pour Renault en tant que constructeur.
- 9e victoire pour Renault en tant que motoriste.
- Nelson Piquet, 1er et Keke Rosberg, 2e sous le drapeau à damiers sont disqualifiés car leur monoplace est sous le poids réglementaire. Alain Prost 3e de la course à + 36 s 474 remporte la course. En représailles, les équipes membres de la FOCA boycotteront le GP de Saint-Marin (Conflit FISA-FOCA).
- 146e et dernier départ en Grand-Prix pour Carlos Reutemann. Le pilote argentin décidera de prendre sa retraite à l'issue de cette course.